# Matapi (pers)

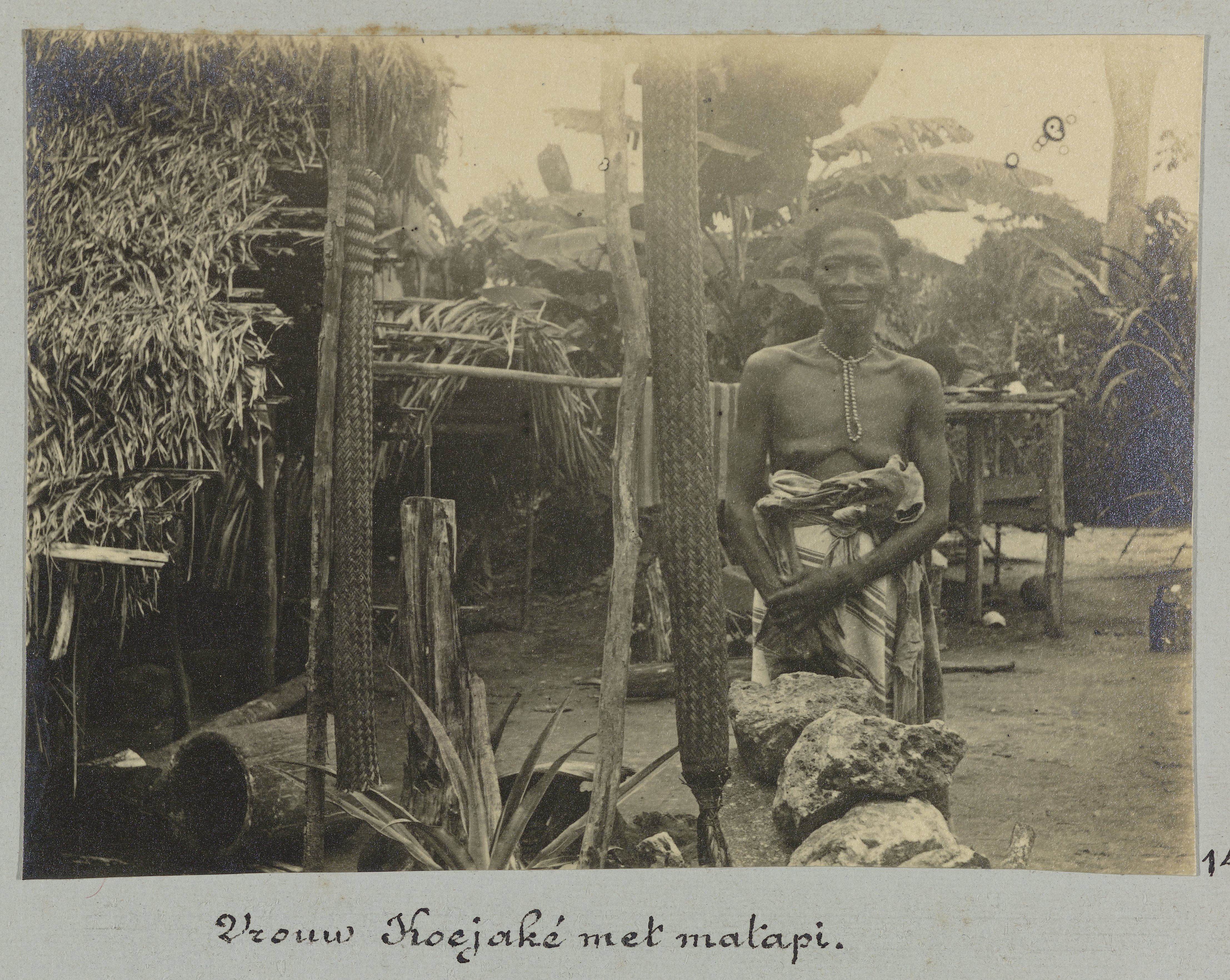
Een vrouw (mogelijk genaamd Koejaké) staande bij een matapi (gevlochten koker gevuld met geraspte cassave). Onderdeel van het fotoalbum Souvenir de Voyage (deel 1), over het leven van de familie Doijer in en rond de plantage Ma Retraite in Suriname in de jaren 1906-1913.

Een matapi is in Suriname een pers voor cassavewortels die gebruikt wordt om geraspte bittere cassave uit te persen. Door middel van de pers wordt de cassave ontdaan van het merendeel van het giftige blauwzuur.
Een matapi is een buisvormig gevlochten huls en wordt met de bovenkant aan een lus opgehangen. Aan de onderkant wordt een stok door de lus gestoken die met een steen of het lichaam wordt verzwaard.

## Trivia
- In 1965 debuteerde R. Dobru met zijn gedichtenbundel Matapi dat hij in relatie bracht met de Nederlands-Surinaamse cultuur.